# Балканский языковой союз
Балканский языковой союз — группа языков, распространённых в основном на Балканском полуострове и принадлежащих к разным ветвям индоевропейской семьи языков, но обнаруживающих значительное и систематическое сходство на фонетико-фонологическом, синтаксическом, морфосинтаксическом, лексическом, словообразовательном и фразеологическом уровнях.
В состав общности входят греческий, албанский, сербский, хорватский, боснийский, черногорский, словенский, македонский, болгарский, румынский, арумынский, истрорумынский, мегленорумынский, цыганский (влашские и балканские диалекты) и турецкий языки.
Имея значительные схождения в области лексики и фразеологии (как в форме, так и в семантике), вышеперечисленные языки характеризуются также рядом общих черт в фонетике и грамматике; так, они (или их диалекты) обладают фонемой среднего ряда среднего подъёма, сходными инвентарями и правилами дистрибуции гласных и согласных фонем, сходными системами падежного склонения, постпозитивным определённым артиклем, изоморфными формами будущего времени, перфекта и кондиционала, гипертрофированными системами глагольных претеритов, а также проявляют тенденцию к аналитизму и редундантности.
Изучает особенности союза Балканская филология, она же балканское языкознание, иногда балканистика.

## История изучения
Изучением балканского языкового союза занимается специальная лингвистическая дисциплина — балканское языкознание (балканистика). В России преподавание балканистики осуществляется в Санкт-Петербургском государственном университете.
Грамматическое сходство между не имеющими генетического родства языками Балканского полуострова было впервые обнаружено в 1829 году словенским языковедом Ернеем Копитаром. В 1850 году Август Шлейхер более чётко определил понятие ареального родства языков, противопоставив его генетическому родству, а в 1861 году Франц Миклошич взялся за более основательное изучение связей между балкано-славянскими и балкано-романскими языками.
В 1920—1930-х годах дальнейшим изучением вопроса занимались Афанасий Селищев, Николай Трубецкой (1923), Кристиан Сандфельд-Йенсен (1930) и Густав Вайганд.
В 1930-х годах румынский языковед Александру Граур раскритиковал само понятие «балканистики», утверждая, что имеет смысл говорить лишь о совокупности взаимных заимствований и влияний, но не о «балканском языковедении» как отдельном предмете изучения.
Сам термин «балканский языковой союз» был введён Николаем Трубецким. В 1958 году румынский языковед Александр Розетти объявил, что масштабы сходства между балканскими языками достаточно велики, чтобы объединить их в особую общность. Коллега и соотечественник Розетти Теодор Капидан зашёл ещё дальше, провозгласив принципиальную возможность свести все языки Балкан к общему стандарту.
Следует различать языки-члены «балканского языкового союза» и языки Балканского полуострова.
В России теорию «балканского языкового союза» поддерживает Т. В. Цивьян, которая вслед за Сандфельдом объявляет балканские языки языками с единой грамматикой, но разными лексическими наборами. А. В. Десницкая считала тавтологичным определение «балканских языков» как языков, обладающих «балканскими» признаками, и «балканских признаков» как «признаков балканских языков». В 1990—2000-х годах А. Н. Соболев, указывая на неравномерное распределение «союзообразующих» признаков в диалектах балканских языков, на разный их системный статус и на тот факт, что их полный набор не обладает системными чертами, установил членение балканского лингвистического ареала на западную (сербско-албанско-аромунско-македонскую) и восточную (болгарско-греческую) части.
В настоящее время теория «балканского языкового союза» подвергается верификации в рамках Малого диалектологического атласа балканских языков.

## Состав
Языки, обнаруживающие сходство в рамках балканской общности, принадлежат к пяти различным ветвям индоевропейской семьи языков:
- албанский (албанская группа);
- греческий (греческая группа);
- цыганский (индоарийская группа) — степень «балканизации» различается по диалектам;
- румынский, аромунский, мегленорумынский и истрорумынский (романская группа);
- хорватский, боснийский, словенский, болгарский, македонский, сербский, черногорский, сербскохорватский, в особенности его торлакское наречие (славянская группа).

Доля общебалканских черт в этих языках неодинакова, что даёт основание классифицировать их следующим образом:
1. албанский, румынский, македонский и болгарский языки обладают наибольшим количеством общих черт;
2. сербский, хорватский, черногорский, боснийский, словенский, сербскохорватский язык, в особенности его торлакское наречие, а также греческий язык имеют несколько меньшее количество общебалканских черт;
3. балканские диалекты турецкого отличаются большой долей общебалканского лексического фонда, а также вытеснением форм инфинитива формами сослагательного наклонения.

В 2000 году финский языковед Йоуко Линдстедт вычислил так называемый «индекс балканизации», позволяющий численно выразить долю общебалканских черт в том или ином языке. См. таблицу:
| Язык                          | Показатель |
| ----------------------------- | ---------- |
| Балкано-славянские            | 11,5       |
| Албанский                     | 10,5       |
| Греческий и балкано-романские | 9,5        |
| Цыганский                     | 7,5        |

Из всех обследованных языков наивысший «коэффициент балканизации» оказался у македонского языка: 12,0.
Известно, однако, что некоторые стандартные балканские языки (например, болгарский или румынский) в процессе кодификации их нормы были целенаправленно подвергнуты «дебалканизации». Поэтому любые исследования, а тем более исчисления, если они проводятся на материале стандартных языков, существенно упрощают сложную реальную картину, в которой отдельные диалекты могут быть значительно менее балканизированными, чем соответствующие стандартные языки (например, гегские диалекты албанского языка, родопские диалекты болгарского языка, западномакедонские или эпирские диалекты новогреческого языка); разумеется, верно и обратное.
Помимо вышеперечисленных, общебалканскими чертами, возможно, обладал ладино, язык евреев-сефардов, живших на Балканском полуострове. Некоторые грамматические особенности этого языка (главным образом касающиеся системы глагольных времён) были, по всей вероятности, заимствованы из новогреческого.

## Происхождение
Источник общих черт, характерных для балканских языков, до сих пор не установлен и является предметом научных дискуссий. В разное время было выдвинуто множество теорий с целью объяснить существование этих черт.

### Фрако-дако-иллирийская гипотеза
Поскольку в языках, имеющих близкое генетическое родство с балканскими (славянские, романские), но не входящих в языковой союз, общебалканских особенностей не имеется, уже первыми исследователями (в том числе Копитаром) было сделано предположение о том, что все они восходят к древним языкам Балкан, таким как фракийский, дакский и иллирийский. Считается, что следы этих языков сохранились в живых языках Балкан в виде субстрата. Однако все эти так называемые палеобалканские языки изучены так слабо, что проследить связь современного балканского языкового союза с ними не представляется возможным.

### Греческая гипотеза
Кристиан Сандфельд в 1930 году выдвинул предположение, заключавшееся в том, что поскольку Греция «всегда представляла собой более высокую цивилизацию по сравнению с соседями», греческий язык не мог заимствовать из окружающих грамматические черты и, следовательно, все общебалканские грамматические феномены имеют греческое происхождение. Данная гипотеза не нашла подтверждения, ибо, во-первых, ни в одном из древнегреческих диалектов балканизмов не обнаружено, во-вторых, сам греческий язык находится на периферии союза и даже не имеет некоторых ключевых общебалканских черт, в том числе постпозитивного артикля.

### Латино-романская гипотеза
Весь Балканский полуостров некогда входил в состав Римской империи. Местная разновидность латыни вполне могла оставить след в местных языках, ставших впоследствии субстратом для славянских и других языков, установивших своё господство в регионе несколько веков спустя. Георг Зольта предлагал искать источник балканизмов в латыни. Слабое место его гипотезы заключаются в том, что в прочих романских языках их тоже нет, а изолированное положение балканских носителей латыни в течение достаточно продолжительного периода ещё предстоит доказать.
Частичным аргументом в пользу латинской гипотезы могло бы послужить наличие в македонском грамматических заимствований (калек) из аромунского языка (аромунские диалекты выступают здесь в роли субстрата македонского), однако гипотеза не объясняет наличия этих конструкций в аромунском.

### Гипотеза нескольких источников
Наиболее популярная в настоящее время гипотеза, впервые выдвинутая польским исследователем Збигневом Голомбом, предполагает происхождение общебалканских черт из различных источников и сильное перекрёстное влияние (взаимопроникновение) балканских языков. Так, происхождение части балканизмов можно проследить через латынь, части — через славянские языки или через греческий, а остальные, в особенности те, что объединяют румынский, македонский, албанский и болгарский, объясняются субстратными элементами, пережившими романизацию (в Румынии) и славянизацию (в Болгарии). Албанский язык испытал как латинское, так и славянское влияние, однако сохранил немало собственных архаичных черт.
В пользу данной теории говорят следующие факты. Во-первых, в истории Балканского полуострова было немало эпизодов, связанных с массовым переселением представителей одной этнической группы на территорию проживания другой. В таких случаях зачастую имела место быстрая ассимиляция одного языка другим, неизбежно накладывавшая отпечаток на развитие языка-«победителя». Кроме того, жители Балкан издавна были многоязычны, что приводило к тому, что изменения в одном языке могли вызывать сходные изменения и в других. В-третьих, наиболее насыщенные «балканизмами» диалекты употребительны именно в тех районах, где межъязыковые контакты были особенно сильны.

## Хронология контакта
Вероятнее всего, первые межъязыковые контакты, приведшие к возникновению союза, состоялись в I—V вв. н. э. между предками румын и предками албанцев, что подтверждается наличием в албанском слов, заимствованных из балканской латыни, а также тем, что среди субстратных слов румынского языка есть албанские заимствования.
В качестве места, где происходил контакт, разными специалистами называются ряд географических точек, от севера Албании на западе до Трансильвании на востоке (см. также Этногенез румын и Этногенез албанцев). Все существующие восточно-романские языки, от молдавского до аромунского, входят в состав союза, из чего можно заключить, что союз древнее, чем эти языки.
Появление в регионе славян привело к новым перемещениям населения и возникновению во всём регионе полиэтнических сообществ. Первичное формирование языкового союза относят к началу VIII в., а большая часть присущих ему черт, как считается, сформировалась к XII в., хотя в отдельных частях региона процесс продолжался до XVII в.
Вероятно, сербский язык вошёл в состав союза последним. Из всех его разновидностей лишь торлакское наречие демонстрирует наличие части общебалканских особенностей. Данный идиом является промежуточным между сербским и болгарским языками; образовался он в достаточно поздний период, когда балканский языковой союз уже был в основном сформирован.

## Описание

### Грамматика

#### Система именного склонения
Именное склонение характеризуется низким числом падежей и выражением многих падежных значений конструкциями с предлогами (за исключением сербского и цыганского, падежная система которых богаче).
Типичный для балканского языка набор падежей таков:
- номинатив
- аккузатив
- датив / генитив (формы совпадают)
- вокатив

##### Совпадение форм генитива и датива
В балканских языках формы родительного и дательного падежей, а также соответствующие им по значению сочетания имён с предлогами нередко имеют одинаковую форму.
Пример:
| Язык        | Датив                                                                                      | Генитив                                                                |
| ----------- | ------------------------------------------------------------------------------------------ | ---------------------------------------------------------------------- |
| русский     | Я дал книгу Маше.                                                                          | Это книга Маши.                                                        |
| албанский   | Ia dhashë librin Marisë.                                                                   | Është libri i Marisë.                                                  |
| аромунский  | U-ded vivlia pi Maria.                                                                     | Easte vivlia ali Marie.                                                |
| болгарский  | Дадох книгата на Мария.                                                                    | Книгата е на Мария.                                                    |
| румынский   | I-am dat cartea Mariei. разг. жен. (обязат. муж.): I-am dat cartea lui Marian.             | Este cartea Mariei. разг. жен. (обязат. муж.): Este cartea lui Marian. |
| македонский | Ѝ ја дадов книгата на Марија.                                                              | Книгата е на Марија.                                                   |
| греческий   | Έδωσα το βιβλίο στη Μαρία. также: Έδωσα το βιβλίο της Μαρίας. Της το έδωσα — «Я дал ей её» | Είναι το βιβλίο της Μαρίας.                                            |

##### Единство форм указания места и направления
| Язык                             | «в Греции»   | «в Грецию»   |
| -------------------------------- | ------------ | ------------ |
| албанский                        | në Greqi     | në Greqi     |
| аромунский                       | tu Elladha   | tu Elladha   |
| болгарский                       | в Гърция     | в Гърция     |
| македонский                      | во Грција    | во Грција    |
| греческий                        | στην Ελλάδα  | στην Ελλάδα  |
| румынский                        | în Grecia    | în Grecia    |
| цыганский (кэлдэрарский диалект) | ando Grecija | ando Grecija |

#### Глагольные времена

##### Будущее время
Форма будущего времени в балканских языках образуется аналитически, при помощи вспомогательного глагола или частицы со значением намерения или желания. Впервые эта форма возникла в I в. н. э. в греческом языке. В той или иной степени данная особенность присуща всем балканским языкам. В некоторых языках вспомогательный глагол сохраняет парадигму спряжения (рум. voi, vei, va, vom, veţi, vor, серб. ћу, ћеш, ће, ћемо, ћете, ће), но в других она утеряна, а роль универсального маркера будущего времени выполняет форма третьего лица единственного числа.
| Язык                             | Вариант                            | Образование                          | Пример: «Я увижу»     |
| -------------------------------- | ---------------------------------- | ------------------------------------ | --------------------- |
| албанский                        | тоскский диалект                   | do (неизм.) + субъюнктив             | Do të shikoj          |
| албанский                        | гегский диалект                    | kam (спряг.) + me + отглагольное имя | Kam me shik           |
| аромунский                       |                                    | va (неизм.) + субъюнктив             | Va s-ved              |
| греческий                        |                                    | θα (неизм.) + субъюнктив             | Θα δω                 |
| болгарский                       |                                    | ще (неизм.) + презенс                | Ще видя               |
| македонский                      |                                    | ќе (неизм.) + презенс                | Ќе видам              |
| сербский                         | (литературная норма)               | хтети (спряг.) + инфинитив           | Ја ћу видети (видећу) |
| сербский                         | (разговорный язык)                 | хтети (спряг.) + субъюнктив          | Ја ћу да видим        |
| румынский                        | (литературная норма)               | a voi (спряг.) + инфинитив           | Voi vedea             |
| румынский                        | (разговорный язык)                 | o (неизм.) + субъюнктив              | O să văd              |
| румынский                        | (разговорный язык, другой вариант) | a avea (спряг.) + субъюнктив         | Am să văd             |
| румынский                        | (архаичная форма)                  | va (неизм.) + субъюнктив             | Va să văd             |
| цыганский (кэлдэрарский диалект) |                                    | ka (неизм.) + субъюнктив             | Ka dikhav             |

##### Аналитический перфект
Аналитические формы перфекта в балканских языках образуются при помощи вспомогательного глагола со значением «иметь». Возможно, корни этого явления следует искать в латинском языке. В болгарском и сербском, однако, перфект образуется с формой глагола «быть» и причастием прошедшего времени действительного залога: обещал (болг. «обещавший») + съм (болг. «[я] есть»); обећао + сам (серб., тж.). Конструкции с глаголом «иметь» характерны для македонского языка (имам ветено, «я обещал»).

##### Неиспользование инфинитива
Формы инфинитива, характерные, например, для романских и славянских языков, в балканских малоупотребительны; подобно аналогичным конструкциям в греческом, они заменяются на конструкции, напоминающие сослагательное наклонение в русском (субъюнктив).
- в македонском, греческом, цыганском и тоскском диалекте албанского инфинитив утрачен полностью;
- в аромунском, болгарском и южных диалектах сербского — почти полностью;
- в гегском диалекте албанского и в мегленорумынском языке инфинитив употребителен только в ограниченном числе выражений;
- в литературной норме румынского, сербского и хорватского языков инфинитив и субъюнктив частично взаимозаменяемы (в хорватском предпочтителен инфинитив, а в сербском — конструкция с личной формой глагола);
- в диалектах турецкого, употребительных в городах Сливен и Шумен (Болгария), инфинитив практически утрачен — это пример неиндоевропейского идиома, демонстрирующего черты, характерные для балканского языкового союза.

Вот как выглядит на балканских языках фраза «Я хочу написать»:
| Язык                             | Перевод                | Примечания                                                                        |
| -------------------------------- | ---------------------- | --------------------------------------------------------------------------------- |
| албанский                        | Dua të shkruaj         | но в гегском диалекте: me fjet, «спать», me hangr, «есть»                         |
| македонский                      | Сакам да напишам       |                                                                                   |
| болгарский                       | Искам да напиша        |                                                                                   |
| новогреческий                    | Θέλω να γράψω          | но в древнегреческом: βούλομαι γράψαι                                             |
| румынский                        | Vreau să scriu         | ср. тж.: Vreau a scrie, менее употребительная, но грамматически верная форма      |
| сербский                         | Желим да напишем       | в хорватском более распространена конструкция с инфинитивом: želim napisati       |
| болгарский диалект турецкого     | İsterim yazayım        | в литературном турецком употребляется конструкция с инфинитивом: yazmak istiyorum |
| цыганский (кэлдэрарский диалект) | Me kamav te xramosarav |                                                                                   |

Ср., однако, пример архаичной конструкции, сохранившейся в болгарском наряду с современной:
| Без инфинитива          | С остатками инфинитива | Перевод               | Примечания |
| ----------------------- | ---------------------- | --------------------- | --- |
| Недей да пишеш          | Недей писа             | «Не пиши»             | Болгарское слово недей состоит из отрицательного префикса не и формы повелительного наклонения глагола «делать», дей. Формы писа, я, зна и да представляют собой остатки старых форм инфинитива (писати, ести, знати, дати). Конструкции, приведённые во втором столбце, встречаются только в разговорной речи, преимущественно в восточных диалектах. Форма «недей яж» состоит из отрицательной формы повелительного наклонения глагола «делать» и повелительной формы глагола «есть». Усечённые формы инфинитива часто совпадают с формами третьего лица единственного числа в аористе, однако последние три примера — редкие случаи, когда этого совпадения не наблюдается. |
| Недей да ядеш, Недей яж | Недей я                | «Не ешь»              | Болгарское слово недей состоит из отрицательного префикса не и формы повелительного наклонения глагола «делать», дей. Формы писа, я, зна и да представляют собой остатки старых форм инфинитива (писати, ести, знати, дати). Конструкции, приведённые во втором столбце, встречаются только в разговорной речи, преимущественно в восточных диалектах. Форма «недей яж» состоит из отрицательной формы повелительного наклонения глагола «делать» и повелительной формы глагола «есть». Усечённые формы инфинитива часто совпадают с формами третьего лица единственного числа в аористе, однако последние три примера — редкие случаи, когда этого совпадения не наблюдается. |
| Недей да знаеш          | Недей зна              | «Не знай»             | Болгарское слово недей состоит из отрицательного префикса не и формы повелительного наклонения глагола «делать», дей. Формы писа, я, зна и да представляют собой остатки старых форм инфинитива (писати, ести, знати, дати). Конструкции, приведённые во втором столбце, встречаются только в разговорной речи, преимущественно в восточных диалектах. Форма «недей яж» состоит из отрицательной формы повелительного наклонения глагола «делать» и повелительной формы глагола «есть». Усечённые формы инфинитива часто совпадают с формами третьего лица единственного числа в аористе, однако последние три примера — редкие случаи, когда этого совпадения не наблюдается. |
| Можете ли да ми дадете? | Можете ли ми да?       | «Вы можете мне дать?» | Болгарское слово недей состоит из отрицательного префикса не и формы повелительного наклонения глагола «делать», дей. Формы писа, я, зна и да представляют собой остатки старых форм инфинитива (писати, ести, знати, дати). Конструкции, приведённые во втором столбце, встречаются только в разговорной речи, преимущественно в восточных диалектах. Форма «недей яж» состоит из отрицательной формы повелительного наклонения глагола «делать» и повелительной формы глагола «есть». Усечённые формы инфинитива часто совпадают с формами третьего лица единственного числа в аористе, однако последние три примера — редкие случаи, когда этого совпадения не наблюдается. |

#### Субъюнктивные предложения
Предложения, состоящие только из глагола в сослагательном наклонении, могут выражать пожелание, просьбу, намерение или предложение.
Приведём примеры перевода на балканские языки высказывания «Иди!» с использованием субъюнктива.
| Язык                          | Перевод     | Примечания                                          |
| ----------------------------- | ----------- | --------------------------------------------------- |
| македонский                   | Да одиш!    |                                                     |
| болгарский                    | Да отидеш!  |                                                     |
| сербский (торлакское наречие) | Да идеш!    |                                                     |
| албанский                     | Të shkosh!  |                                                     |
| греческий                     | Να πας!     |                                                     |
| цыганский                     | Te džas!    |                                                     |
| румынский                     | Să te duci! | в румынском языке глагол «идти» является возвратным |
| мегленорумынский              | S-ti duţ!   | в румынском языке глагол «идти» является возвратным |
| аромунский                    | S-ti duts!  | в румынском языке глагол «идти» является возвратным |

#### Прочее

##### Постпозитивный артикль
Все балканские языки, кроме греческого и цыганского, имеют постпозитивный определённый артикль, то есть присоединяющийся к концу имени (а не к началу, как, например, в английском, немецком и французском). Ни один романский и ни один славянский язык, не принадлежащий к балканскому языковому союзу, не имеет постпозитивного артикля. Он считается инновацией, возникшей либо на общебалканской почве, либо на албанской (и распространившейся оттуда по всему балканскому ареалу).
В связи с тем, что в некоторых северных русских говорах используется постпозитивная частица -то, вероятно славянское происхождение данной инновации.
Хотя сам факт наличия постпозитивного артикля объединяет балканские языки, сами эти артикли возникли на основе слов, не относящихся к общебалканскому фонду. Так, румынский артикль произошёл из указательных местоимений, общих для романских языков, а болгарский — из местоимений славянского происхождения.
| Язык        | Женский род  | Женский род | Мужской род  | Мужской род |
| Язык        | неопр. форма | опр. форма  | неопр. форма | опр. форма  |
| ----------- | ------------ | ----------- | ------------ | ----------- |
| албанский   | shtëpi       | shtëpia     | qiell        | qielli      |
| болгарский  | жена         | жената      | мъж          | мъжът       |
| македонский | жена         | жената      | маж          | мажот       |
| румынский   | casă         | casa        | cer          | cerul       |
| торлакский  | жена         | жената      | муж          | мужот       |

##### Числительные
Балканские языки образуют числительные от 11 до 19 по распространённому в славянских языках локативному типу, то есть по схеме <число> + «на» + «десять». Только в греческом и цыганском языках числительные образуются иначе.
| Язык        | Перевод слова «одиннадцать» | Состав                                 |
| ----------- | --------------------------- | -------------------------------------- |
| албанский   | njëmbëdhjetë                | një + mbë + dhjetë                     |
| болгарский  | единадесет                  | един + (н)а + десет                    |
| македонский | единаесет                   | еде(и)н + (н)а + (д)есет               |
| румынский   | unsprezece                  | un + spre + zece < *unu + supre + dece |
| сербский    | једанаест                   | један + (н)а + (д)ес(е)т               |

##### Местоименные клитики
В некоторых балканских языках имеет место местоименная реприза, то есть помимо имени, выражающего дополнение, в предложении присутствует ещё и местоимение, согласующееся с ним в роде, числе и падеже. Эти местоимения не несут ударения и, следовательно, являются клитиками. Данное явление наблюдается в румынском, греческом, болгарском, македонском и албанском языках. В албанском и македонском такие местоимения полностью грамматикализованы, обязательно сопровождают непрямые дополнения и почти обязательно — прямые. В болгарском дублирующие клитики не являются обязательными, равно как и в греческом, где они нередко дополнительно выражают категорию определённости у дополнения. Считается, что данная инновация возникла в юго-западной Македонии.
Вот перевод фразы «Я вижу Георгия» на балканские языки:
| Язык          | Перевод                                        |
| ------------- | ---------------------------------------------- |
| албанский     | E shikoj Gjergjin                              |
| болгарский    | Виждам го Георги (разг. форма; см. примечание) |
| македонский   | Го гледам Ѓорѓи                                |
| новогреческий | Τον βλέπω τον Γιώργο                           |
| румынский     | Îl văd pe George                               |

Примечание. Наиболее нейтральной фразой для болгарского языка будет виждам Георги, однако в разговорной речи может встретиться и форма с клитикой: виждам го Георги. Однако в случае непринуждённой разговорной речи, а также если дополнение выделяется как тема (независимо от стиля), порядок слов меняется с прямого на обратный и добавляется клитика: Георги го виждам.

##### Прилагательные
Синтетическая форма сравнительной степени прилагательных в балканских языках вытеснена аналитической. Для образования сравнительной степени употребляются следующие префиксы:
- болгарский: по;
- албанский: më;
- румынский: mai;
- цыганский: maj;
- новогреческий: πιό (наряду с несколькими сохранившимися архаичными формами).
- аромунский: (ca)ma

##### Суффиксы
Для языков ареала характерны несколько общих суффиксов, например, в албанском, греческом, румынском и цыганском имеется уменьшительно-ласкательный суффикс славянского происхождения -ica.

### Лексика

#### Заимствования
Балканские языки имеют несколько сот общих слов, главным образом субстратного, греческого, турецкого и славянского происхождения (заимствования времён Византийской и Османской империй соответственно).
Кроме того, албанский, румынский и болгарский языки имеют множество общих слов различного происхождения.
| Источник заимствования | Праформа   | Перевод        | албанский        | болгарский     | греческий | румынский | македонский    | сербскохорватский |
| ---------------------- | ---------- | -------------- | ---------------- | -------------- | --------- | --------- | -------------- | ----------------- |
| латынь                 | mensa      | «стол»         | menca            | маса           | —         | masă      | маса           | —                 |
| фракийский             | rompea     | «копьё»        | rrufë            | рофея          | ρομφαία   | —         |                | —                 |
| среднегреческий        | λιβάδιον   | «луг»          | livadhe          | ливада         | λιβάδι    | livadă    | ливада         | ливада            |
| среднегреческий        | διδάσκαλος | «учитель»      | dhaskal (mësues) | даскал (разг.) | δάσκαλος  | dascăl    | даскал (разг.) |                   |
| среднегреческий        | κουτίον    | «коробка»      | kuti             | кутия          | κουτί     | cutie     | кутија         | кутија            |
| славянский             | *pъrčь     | «козёл»        | purts            | пръч           | πούρτσος  | purts     | прч            | прч               |
| турецкий               | boya       | «цвет, краска» | bojë             | боя            | μπογιά    | boia      | боја           | боја              |

#### Кальки
Помимо прямых заимствований, для балканских языков характерны кальки, то есть буквальные переводы устойчивых выражений и фраз, делавшиеся с одного языка на другой (главным образом — между албанским, македонским, болгарским, греческим и румынским).
Так, глагол «созревать» во многих балканских языках (алб. piqem, рум. a (se) coace, редк. греч. ψήνομαι) образован от корня со значением «выпекать(-ся)» (алб. pjek, рум. a coace, греч. ψήνω).
Ещё одним примером послужит перевод благопожелательной фразы, схожей с русской «многая лета»:
| Язык            | Перевод         |
| --------------- | --------------- |
| среднегреческий | εις έτη πολλά   |
| новогреческий   | χρόνια πολλά    |
| латинский       | ad multos annos |
| аромунский      | ti multsã-anj   |
| румынский       | la mulţi ani    |
| албанский       | për shumë vit   |
| болгарский      | за много години |
| македонский     | за многу години |

Также существуют параллельные выражения со значением, близким к русскому «хочешь не хочешь».
| язык        | перевод             |
| ----------- | ------------------- |
| болгарский  | ще — не ще          |
| греческий   | θέλει δε θέλει      |
| румынский   | vrea nu vrea        |
| турецкий    | ister istemez       |
| сербский    | хтео — не хтео      |
| албанский   | deshti — nuk deshti |
| македонский | сакал — не сакал    |
| аромунский  | i vrei — i nu vrei  |

### Фонетика
Перечень основных особенностей фонетики, общих для балканских языков:
- наличие неогублённого гласного среднего ряда среднего шва /ə/ или верхне-среднего подъёма:
  - алб. ë; болг. и макед. (диал.) ъ; рум. ă;
  - в румынском и албанском шва восходит к безударному /a/
    - напр.: лат. camisia «рубашка» > рум. cămaşă /kə.ma.ʃə/, алб. këmishë /kə.mi.ʃə/)

  - шва встречается в большинстве македонских диалектов, за исключением западно-центральных (на которых основана литературная норма).
  - в цыганском, ввиду неустоявшейся орфографической нормы, шва передаётся в разных диалектах как колебание между «а», «э» или «ы» (пример: окончание отложительного падежа -тар/тэр/тыр или -дар/дэр/дыр).
- наличие зачатков гармонии гласных, проявляющейся в ударном слоге:
  - в румынском ударные гласные средне-заднего ряда приобретают лёгкий глайд, если в следующем слоге встречается гласный не высокого подъёма;
  - в албанском и болгарском задние гласные перед [i] сдвигаются вперёд.

Данный эффект также наблюдается в греческом, но отсутствует в остальных балканских языках. Нейтральный гласный имеется в румынском, болгарском, албанском и некоторых диалектах македонского и сербского, но отсутствует в греческом и литературном македонском.
Можно отметить также менее распространённые черты, присущие главным образом румынскому и/или албанскому языкам:
- выпадение [l] перед [i] в албанском, румынском и некоторых цыганских диалектах;
- чередование [n] и [r] в албанском и румынском;
- смена [l] на [r] в румынском, греческом, албанском, диалектах цыганского и (крайне редко) в болгарском;
- редукция [o] в [u] в безударных слогах в болгарском, румынском, цыганском и албанском;
- смена [ea] на [e] перед [i] в болгарском и румынском.